# Schwabing-West
Schwabing-West, Stadtbezirk 4 Schwabing-West – 4. okręg administracyjny Monachium, w Niemczech, w kraju związkowym Bawaria. W 2013 roku okręg zamieszkiwało 65 892 mieszkańców.